# Carlos Laviada
Carlos Laviada fue un futbolista mexicano y presidente de la Federación Mexicana de Fútbol.  

## Clubes
| Club                    | País   | Año       |
| ----------------------- | ------ | --------- |
| Club de Fútbol Asturias | México | 1933-1934 |
| Real Oviedo             | España | 1934-1936 |
| Club de Fútbol Asturias | México | 1936-1939 |
| Club de Fútbol Atlante  | México | 1940-1941 |
| Real Club España        | México | 1941-1950 |